# Palet vendéen
Le palet sur plaque en plomb, également appelé palet vendéen, est un jeu de palets très populaire en Vendée, ainsi que dans les départements limitrophes des Deux-Sèvres, du Maine-et-Loire, de la Charente-Maritime et de la Loire-Atlantique. Le palet sur plaque en plomb fait partie de la Fédération nationale du sport en milieu rural (FNSMR) sous le nom de « Palet fonte/laiton ».

## Matériel requis
Chaque équipe possède un lot de six palets identiques, chaque lot est d'une couleur différente. Ils sont numérotés afin de les repérer sur la planche. Un dernier palet, plus petit et d'une couleur différente des autres palets est appelé le maitre.  La planche carrée est en plomb, mesure 45 cm de côté et doit peser 20 kg au minimum. 

## Déroulement d'une partie

### Objectifs

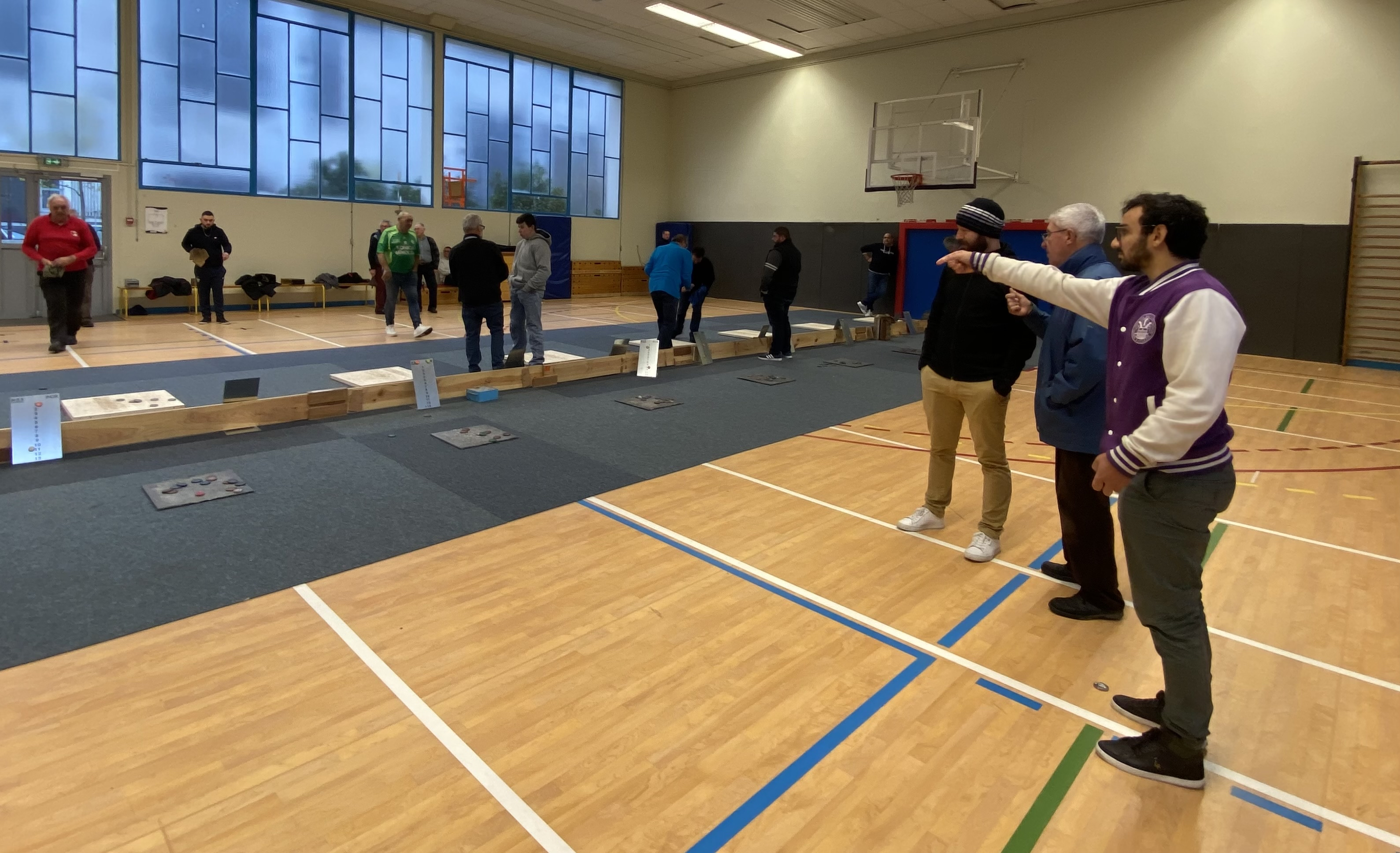
Un joueur de palet vendéen s’apprête à lancer son palet en fonte sur la planche de plomb lors d’une compétition à Rezé

Le palet vendéen se joue en 13 points, 15 en finale, par équipes d'un à trois joueurs. Le nombre de palets et de joueurs est donc défini à l'avance. L'objectif est de lancer ses palets le plus près du maître, sans avoir rebondi sur le sol, sur la plaque placée à 3,80 m du lanceur pour les palets en fonte ou à 2,80 m pour les palets en laiton. Chaque palet d'une même équipe placé sur la plaque le plus près du maître fait marquer un point à son équipe. 

### Cas particuliers
Si le premier joueur n'arrive pas à placer le maître sur la planche après deux tentatives, il doit laisser la main à l'équipe adverse.
Si plus d'un palet chevauche le maître, les deux équipes sont à égalité et doivent jouer à tour de rôle tant que c'est le cas. Si tous les joueurs ont lancé leurs palets, aucune des deux équipes ne marque de point.
Si le maître sort de la planche lors d'un coup, la manche est annulée. L'équipe qui avait engagé la manche précédente conserve la main.